# Paul Dussac
Pour les articles homonymes, voir Dussac.
Paul Dussac est un homme politique français né le 15 octobre 1876 à Simferopol (Empire russe) et mort le 12 mars 1938 à Paris 12e. Fils d'une Russe et d'un ancien communard, petit colon à La Réunion, où il devient un conseiller général départementaliste, il est anticolonialiste à Madagascar, où il développe des intérêts d'affaires, notamment à Nosy Be, où il s'installe en 1905. Il y milite pour la suppression de l'indigénat, réclame l'abrogation de la loi d'annexion de Madagascar et la restauration de l'État malgache colonisé.